# 임수정 (태권도 선수)
임수정(林秀貞, 1986년 8월 20일~)은 대한민국의 전직 태권도 선수이다. 2008년 하계 올림픽 여자 라이트급 금메달을 획득했으며 은퇴 후에는 경찰로 근무하고 있다.

## 경력
임수정은 동곡초등학교 2학년 때 언니의 손을 잡고 처음 도장에 갔다. 운동을 좋아한 데다 육상부에서 활동할 정도로 운동신경이 뛰어나 부천시에서 여는 지방 대회를 휩쓸었다. 본격적으로 선수 생활을 한 건 부천 부인중에 입학하면서부터다. 중 2때 전국 소년 체육 대회에서 1위에 올랐고, 중3과 고2 때는 주니어 대표에 뽑혀 아시아 주니어 선수권 대회에서 두 번이나 1위를 차지했다. 그 사이 고등학교 1학년 때인 2002년에도 부산 아시아 경기 대회 여자 51 kg급에서 금메달을 목에 걸며 일찌감치 한국 태권도의 기대주로 자리를 잡았다. 그러나 이후 대학교 4학년이 되기까지 5년여 동안 국가대표 선발전에서 2,3위에 그치며 한 번도 국가대표 명단에 이름을 올리지 못했다. 그러나 마침내 2008년 베이징 올림픽 여자 57 kg급에서 튀르키예의 아지제 탄르쿨루를 꺾고 금메달을 차지하였다.

## 학력
- 동곡초등학교
- 부인중학교
- 서울체육고등학교
- 경희대학교 태권도학 학사
- 경희대학교 체육대학원 체육학 석사

## 경력
- 2002년: 제14회 부산 아시안게임 대한민국 여자 태권도 국가대표
- 2007년: 방콕 하계 유니버시아드대회 대한민국 여자 태권도 국가대표
- 2008년: 제29회 베이징 올림픽 대한민국 여자 태권도 국가대표
- 2009년: 덴마크 세계태권도선수권대회 대한민국 국가대표
- 2009년 5월~2011년 12월: 수원시청
- 2011년: 경주 세계태권도선수권대회 대한민국 국가대표
- 2012년 1월~2013년 12월: 에스원 태권도단
- 2016년: 경산경찰서 기동순찰대

## 수상
- 2002년 제14회 부산 아시안게임 태권도 여자 51 kg급 금메달
- 2003년 아시아주니어선수권대회 태권도 우승
- 2008년 제29회 베이징 올림픽 태권도 여자 57 kg급 금메달
- 2009년 제14회 코카콜라 체육대상 신인선수상
- 2009년 세계태권도선수권대회 여자 라이트급 금메달

### 수훈
- 체육훈장 청룡장(2013년 10월 15일)